# Vitrification
Pour les articles homonymes, voir Vitrification (homonymie).
La vitrification est la transformation d'une substance en verre. 
Habituellement, elle est réalisée par un refroidissement rapide d'un liquide via sa transition vitreuse. Certaines réactions chimiques peuvent aussi entraîner la formation de verres. 
Le mot est aussi utilisé pour la vitrification de liquide antigel dans le processus de cryoconservation.

## Description
La vitrification est caractéristique des matériaux amorphes ou des systèmes désordonnés, et se produit lorsque la liaison entre deux particules élémentaires (atomes, molécules, …) dépasse en énergie un certain seuil. Les fluctuations thermiques brisent ces liaisons, ainsi plus la température est basse, plus le degré de connectivité est élevé. À cause de ce phénomène, les matériaux amorphes ont une température-seuil caractéristique appelée température de transition vitreuse (Tv) : en dessous de Tv, les matériaux amorphes sont vitreux, au-dessus ils sont liquides.
Dans un sens plus large, l'encastrement d'un matériau dans une matrice de verre est aussi appelé vitrification. Une importante application dans ce sens est la vitrification de déchets, notamment dans le cadre de déchets nucléaires, afin d'obtenir un composé stable et plus pratique à stocker.

## Applications
La vitrification intervient dans divers contextes scientifiques et industriels. Par exemple, le saccharose refroidi lentement cristallise sous forme de sucre candi, tandis qu’un refroidissement rapide produit une masse amorphe comme la barbe à papa.
Dans le domaine de la cryo-microscopie électronique, la vitrification de l’eau, obtenue par un refroidissement très rapide, permet d’éviter la formation de cristaux de glace. Ce procédé est utilisé pour figer des échantillons biologiques, tels que des virus ou des protéines, afin de les observer au microscope électronique sans les altérer. Cette technique a fait l’objet du prix Nobel de chimie en 2017.
Sur le plan industriel, la vitrification est utilisée dans la production de verre, notamment le verre sodocalcique, obtenu par la fusion de silice avec du carbonate de sodium et de la chaux. Ce procédé permet d’abaisser la température de fusion du mélange.
Dans le secteur de la gestion des déchets, la vitrification est mise en œuvre pour le confinement à long terme de déchets radioactifs ou dangereux. Les substances sont combinées à des fondants verriers, portées à haute température, puis refroidies pour former un matériau vitreux stable, comparable à l’obsidienne. Ce matériau est résistant au lessivage et limite les risques de dispersion dans l’environnement. Des méthodes comme la vitrification in situ (ou géomélange) sont également utilisées pour traiter certains sols contaminés[source secondaire souhaitée].